# Robot Delta

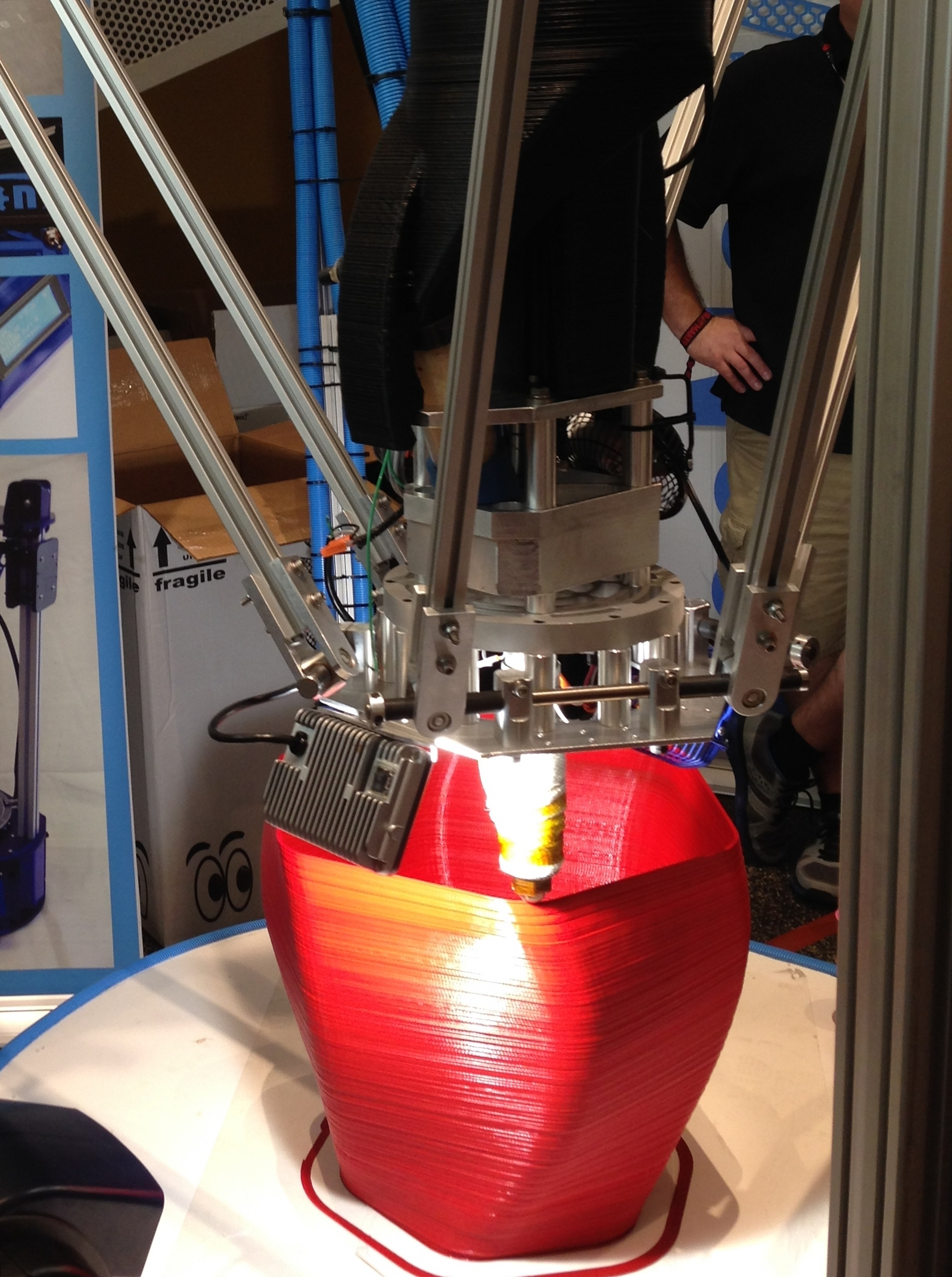
Grande stampante 3D in stile Delta

Un robot Delta è un tipo di robot parallelo. Consiste in tre bracci collegati da giunti universali alla base. La caratteristica chiave del design è l'uso di parallelogramma nei bracci, che mantengono l'orientamento del dispositivo di estremità. Al contrario, una piattaforma di Stewart può cambiare l'orientamento del suo dispositivo di estremità.
I robot Delta sono solitamente utilizzati nel picking e nell'imballaggio nelle fabbriche perché sono abbastanza veloci, alcuni eseguono più di 300 prese al minuto.

## Storia

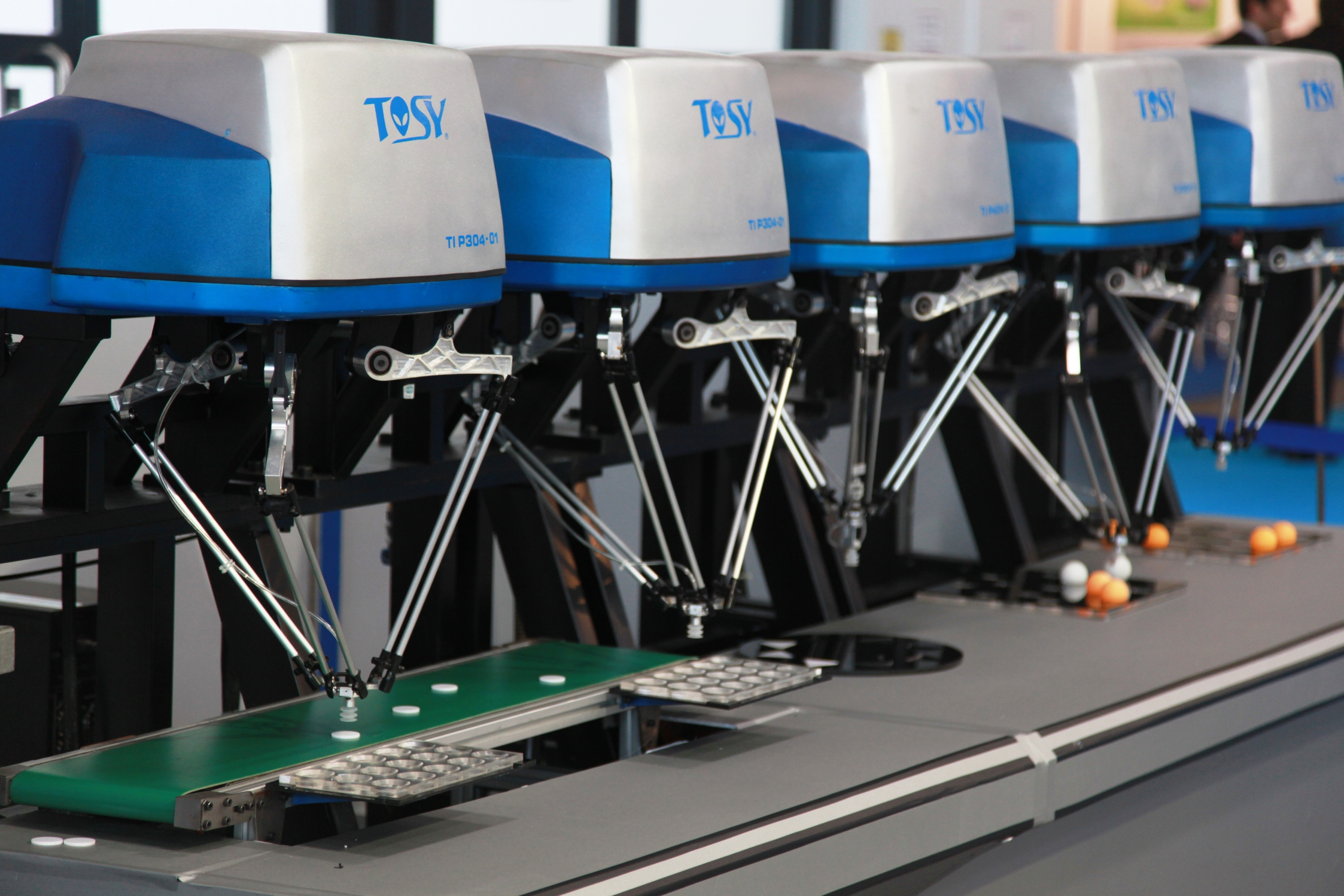
Robot SMT

I robot Delta furono inventati nei primi anni '80 da un gruppo di ricerca capeggiato da Reymond Clavel al EPFL (Svizzera). Lo scopo di questo nuovo tipo di robot era di manipolare piccoli e leggeri oggetti ad una velocità molto elevata, una necessità industriale del tempo.
Nel 1987, la compagnia svizzera Demaurex acquistò una licenza per i robot Delta e cominciò a produrli per l'industria di imballaggio. Nel 1991 Reymond Clavel presentò la sua tesi di dottorato Conception d'un robot parallèle rapide à 4 degrés de liberté, e ricevette il golden robot award nel 1999 per il suo lavoro e sviluppo dei robot Delta. Sempre nel 1999, ABB Asea Brown Boveri|ABB Flexible Automation iniziò a vendere i suoi robot Delta, i FlexPicker. Alla fine del 1999 i robot Delta erano anche venduti dalla Sigpack Systems.
Nel 2009, FANUC rilasciò l'ultima versione del robot Delta, il FANUC M-1iA Robot, e variazioni di questi robot per carichi più pesanti. FANUC rilasciò l'M-3iA nel 2010 per carichi maggiori, e, più recentemente, il robot FANUC M-2iA, di media portata nel 2012.

## Design

Cinematica dei robot Delta

Un robot Delta è un robot parallelo, consiste cioè in catene cinematiche multiple collegate alla base col dispositivo di estremità. Il robot può anche essere visto come una semplificazione spaziale di un quadrilatero articolato.
Il concetto chiave dei robot Delta è l'uso di parallelogrammi con restrizioni del movimento a pure traslazioni della piattaforma finale, cioè solamente movimenti lungo gli assi X,Y e Z senza rotazioni.
La base dei robot è montata sopra lo spazio di lavoro e tutti gli attuatori sono locati su di essa. Dalla base, si estendono tre bracci di collegamento medi. La fine di questi bracci è collegata ad una piccola piattaforma triangolare. 
In base ai dati d'ingresso la piattaforma triangolare si muoverà lungo i tre assi X, Y or Z. Il movimento può essere eseguito da attuatori lineari o rotazionali, con o senza riduzioni (meccanismo ad azionamento diretto).
Dal momento che gli attuatori sono collocati nella base, i bracci possono essere fatti con materiali compositi leggeri con il risultato che le parti mobili del robot Delta hanno una piccola inerzia, questo permette velocità e accelerazioni molto elevate. Avere tutti i bracci collegati insieme al dispositivo di estremità aumenta la rigidità del robot, ma riduce il volume di lavoro.
La versione ideata da Reymond Clavel ha quattro gradi di libertà: tre traslazioni e una rotazione. In questo caso un quarto braccio si estende dalla base al centro della piattaforma triangolare dando al dispositivo di estremità un quarto grado rotazionale di libertà lungo l'asse verticale.
Attualmente sono state sviluppate altre versioni di robot Delta:
- Delta con sei gradi di libertà: sviluppati dalla compagnia FANUC, sui quali una cinematica seriale con tre gradi rotazionali di libertà è localizzata nel dispositivo di estremità;
- Delta con quattro gradi di libertà: sviluppati dalla compagnia Adept, che ha quattro parallelogrammi direttamente collegati alla piattaforma finale invece di avere un quarto braccio collegato al centro del dispositivo di estremità;
- Pocket Delta: , una versione a tre assi del robot Delta adattato per sistemi di alimentazione a parte flessibile ed altre applicazioni ad alta velocità e precisione, sviluppato dalla compagnia svizzera Astral SA Archiviato il 24 maggio 2016 in Internet Archive..
- Delta Direct Drive: un robot Delta con tre gradi di libertà che ha un motore direttamente collegato ai bracci. Le accelerazioni possono essere molto elevate, da 30[8] fino a 100 g.
- Delta Cube: Delta robot dal design monolitico, sviluppati dai laboratori LSRO dell'università EPFL. Questi robot si adattano bene ad applicazioni che richiedono un'altissima precisione.
- Molti dispositivi "lineari Delta"  sono stati sviluppati dove i motori controllano attuatori lineari piuttosto che rotazionali. I dispositivi lineari Delta possono avere un volume di lavoro maggiore rispetto ai dispositivi Delta rotazionali.[9][10]

La maggior parte dei robot Delta usano attuatori rotazionali. Gli attuatori lineari verticali sono stati recentemente utilizzati per produrre un nuovo design per stampanti 3D.
Questo offre vantaggi nella stampante 3D con trasmissione a vite in quanto consente un più rapido accesso ad un volume di costruzione più grande occupando lo stesso spazio hardware.

## Applicazioni
Le industrie che traggono vantaggio dalla elevata velocità dei robot Delta sono le industrie di imballaggio e quelle farmaceutiche. Per la loro rigidità sono anche utilizzati per la chirurgia. Altre applicazioni includono operazioni di assemblaggio ad alta precisione in camere bianche per componenti elettronici. La struttura del Delta robot può essere utilizzata per creare dispositivi per interfacce aptiche. Più recentemente, la tecnologia è stata adattata alle stampanti 3D. Queste stampanti possono essere costruite per un migliaio di dollari e si completa bene con la tradizionale stampante cartesiana del progetto RepRap.